# Darío Rodríguez
Octavio Darío Rodríguez Peña, född 17 september 1974, i Montevideo, Uruguay, är en fotbollsspelare som sedan 2008 spelar för Peñarol i Uruguay.
Rodríguez värvades till Peñarol 2008 efter att ha avverkat en sexårig sejour hos FC Schalke 04 i Bundesliga. Rodríguez har även tidigare under karriären spelat för Peñarol mellan 1998 och 2002.
Rodríguez har också spelat 51 landskamper för Uruguay. Han har bland annat medverkat i VM 2002, Copa América 2004 samt Copa América 2007.